# Бадовинац, Илья
Илия Гавриилович Бадовинац (сербохорв. Илија Габријела Бадовинац / Ilija Gabrijela Badovinac; 21 августа 1917, Росалнице — 12 февраля 1944, Римске-Топлице) — югославский крестьянин, партизан Народно-освободительной войны, Народный герой Югославии.

## Биография
Родился 21 августа 1917 года в селе Росалнице близ Метлики. Семья родом из Жумберка, переехала в Росалнице в 1902 году. До войны Илия был простым крестьянином-земледельцем. Вместе с тем получил хорошее образование, читал много разнообразной литературы.
В 1941 году после нападения Германии на Югославию Илия вступил в антифашистское подполье, вошёл в состав ячейки села Росалнице Освободительного фронта Словении, где закупал оружие и униформу для партизан. В начале 1942 года он вступил во 2-й батальон Белокраинского партизанского отряда, заняв должность заместителя политрука.
В то время отряд активно вёл борьбу против итальянских оккупационных сил. Илия участвовал во многих боях, особенно в сражениях за крепость Храст и село Заец-под-Горянцами. Во время осады крепость Розны-Дол отличился тем, что взорвал несколько бункеров итальянцев и захватил в плен нескольких солдат и офицеров. В июле 1942 года возглавил Горянский батальон, проявив и на той должности свои командирские способности. Командуя 3-м батальоном Чанкаревской бригады, Илия участвовал в битвах за Сухорье, Колье, Плетерье и стычках против словенских полицаев. Его батальон принял участие в отражении атаки итальянцев на Жумберку в феврале 1943 года, после чего Илия продолжил бои в Рыбничкой-Долине и других частях Южной Краины.
После капитуляции Италии батальон Бадовинаца отступил в окрестности Нового-Места и вошёл в состав 15-й дивизии НОАЮ, которая за время весенних операций против вермахта дошла до реки Сава. Тогда Илия Бадовинац был назначен заместителем командира 12-й бригады и участвовал в битвах за Кочевье. После того, как он перешёл в 13-ю бригаду и возглавил там батальон, слава о его храбрости и победах над противником разнеслась по всей стране. Его батальон прославился после битв за Кочевье и марша в Штирию, где Илия продолжи бои с немецкими оккупантами.
Командуя 1-м батальоном 2-й словенской ударной бригады имени Любомира Шерцера, Илия в одном из боёв при Римске-Топлице погиб. Случилось это 12 февраля 1944, когда он пытался перекрыть дорогу немцам на Юрклошер. Указом Президиума Народной скупщины от 20 декабря 1951 Илия был посмертно награждён званием Народного героя Югославии.